# Thung lũng Silicon

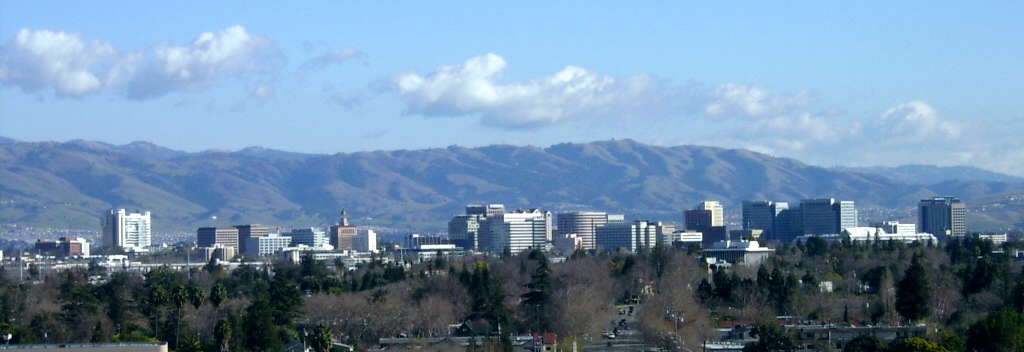
Khu buôn bán của San Jose, tự đặt tên là "thủ đô của Silicon Valley"

Thung lũng Silicon (tiếng Anh: Silicon Valley; còn được người Mỹ gốc Việt gọi là Thung lũng Điện tử) là phần phía Nam của vùng vịnh San Francisco tại phía Bắc California ở Mỹ. Ban đầu tên này được dùng để chỉ một số lượng lớn các nhà phát minh và hãng sản xuất các loại chíp silicon (bộ xử lý vi mạch bằng silic), nhưng sau đó nó trở thành cái tên hoán dụ cho tất cả các khu thương mại công nghệ cao (high tech) trong khu vực.
Silicon Valley bao gồm bộ phận phía bắc của thung lũng Santa Clara và một số cộng đồng kế cận của miền nam bán đảo Bán đảo San Francisco cùng Vịnh Đông. Địa phận của nó kéo dài ước chừng từ Menlo Park (nằm trên bán đảo) và Fremont/Newark tại Vịnh Đông xuống thông qua San Jose, và điểm trung tâm của nó ước chừng là điểm Sunnyvale ở California. Đường 17 là hành lang thông qua dãy Santa Cruz vào đến Thung lũng Scotts và Santa Cruz, trong quận Santa Cruz, là con đường mà nhiều người cho rằng nó trực thuộc địa phận của Silicon Valley.

## Những tập đoàn nổi tiếng

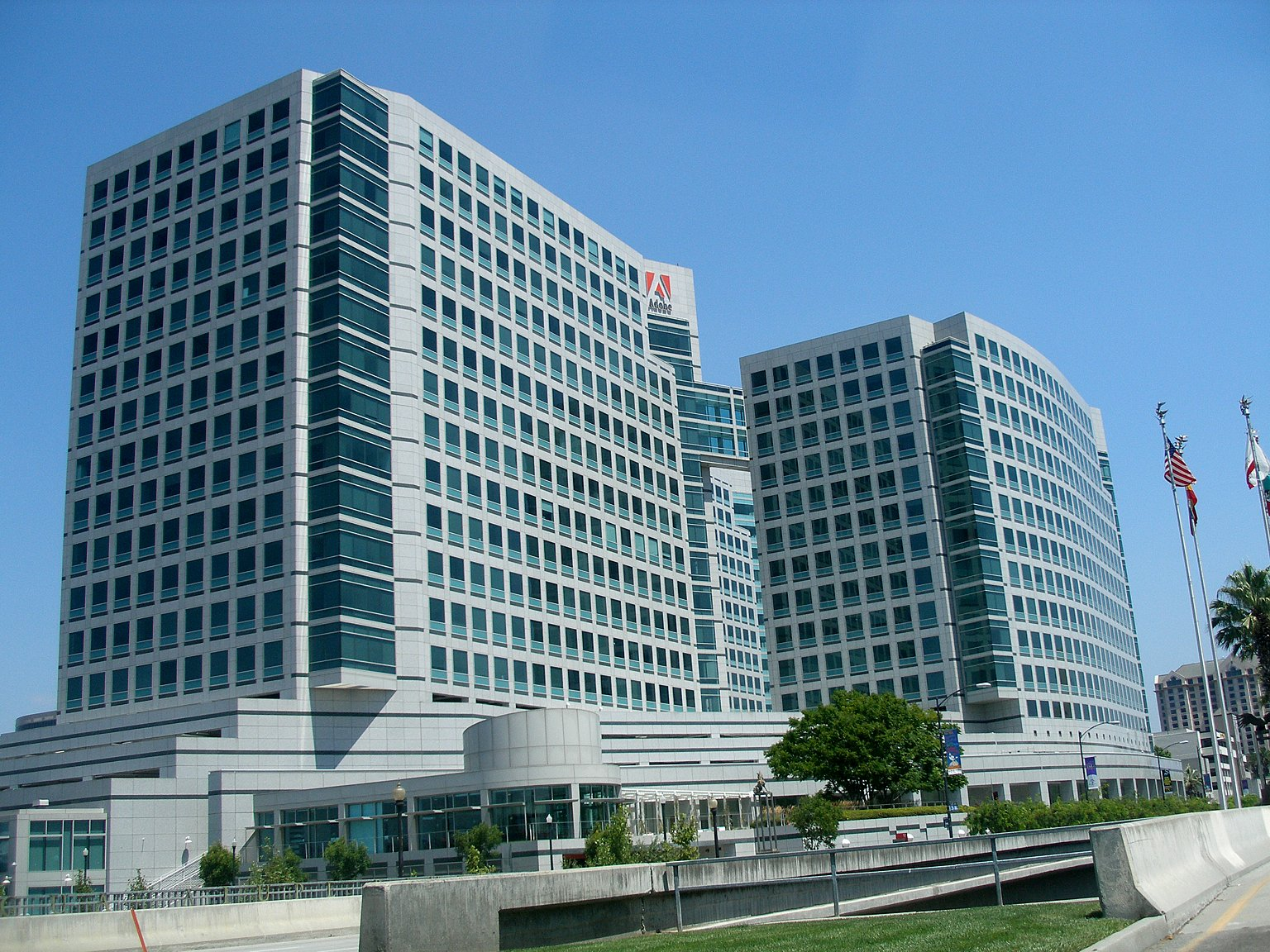
Adobe Systems

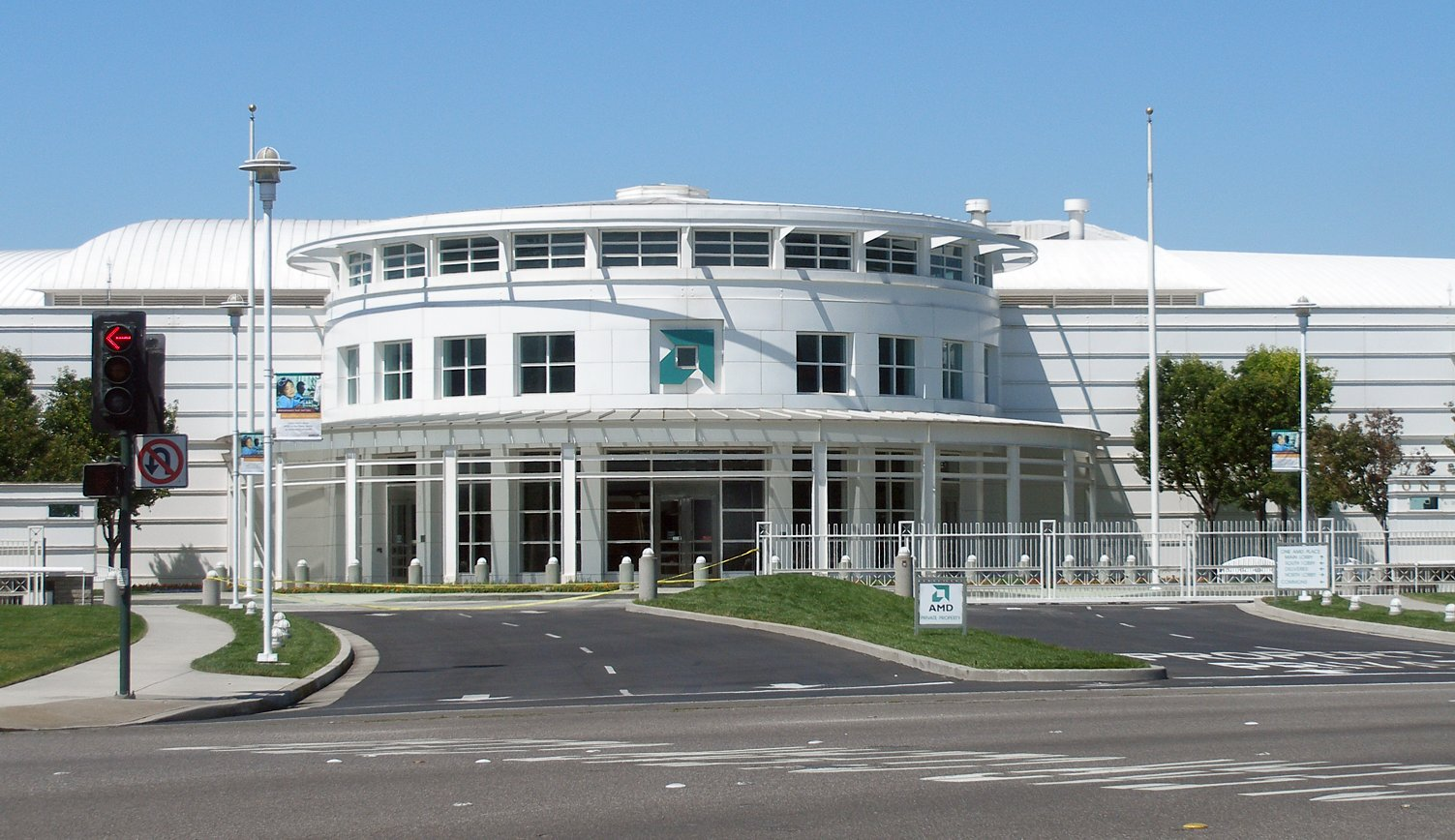
Advanced Micro Devices

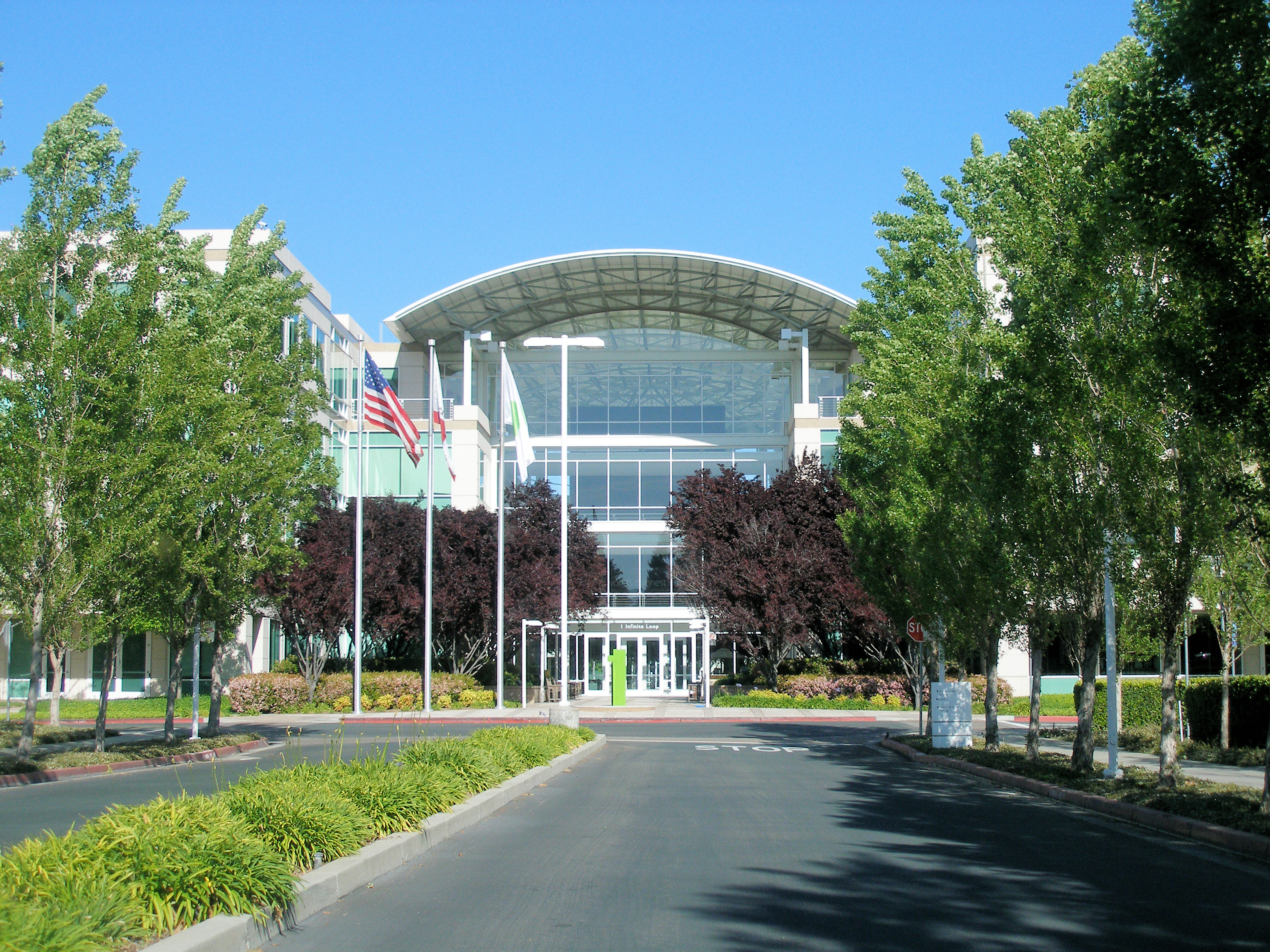
Apple Inc.

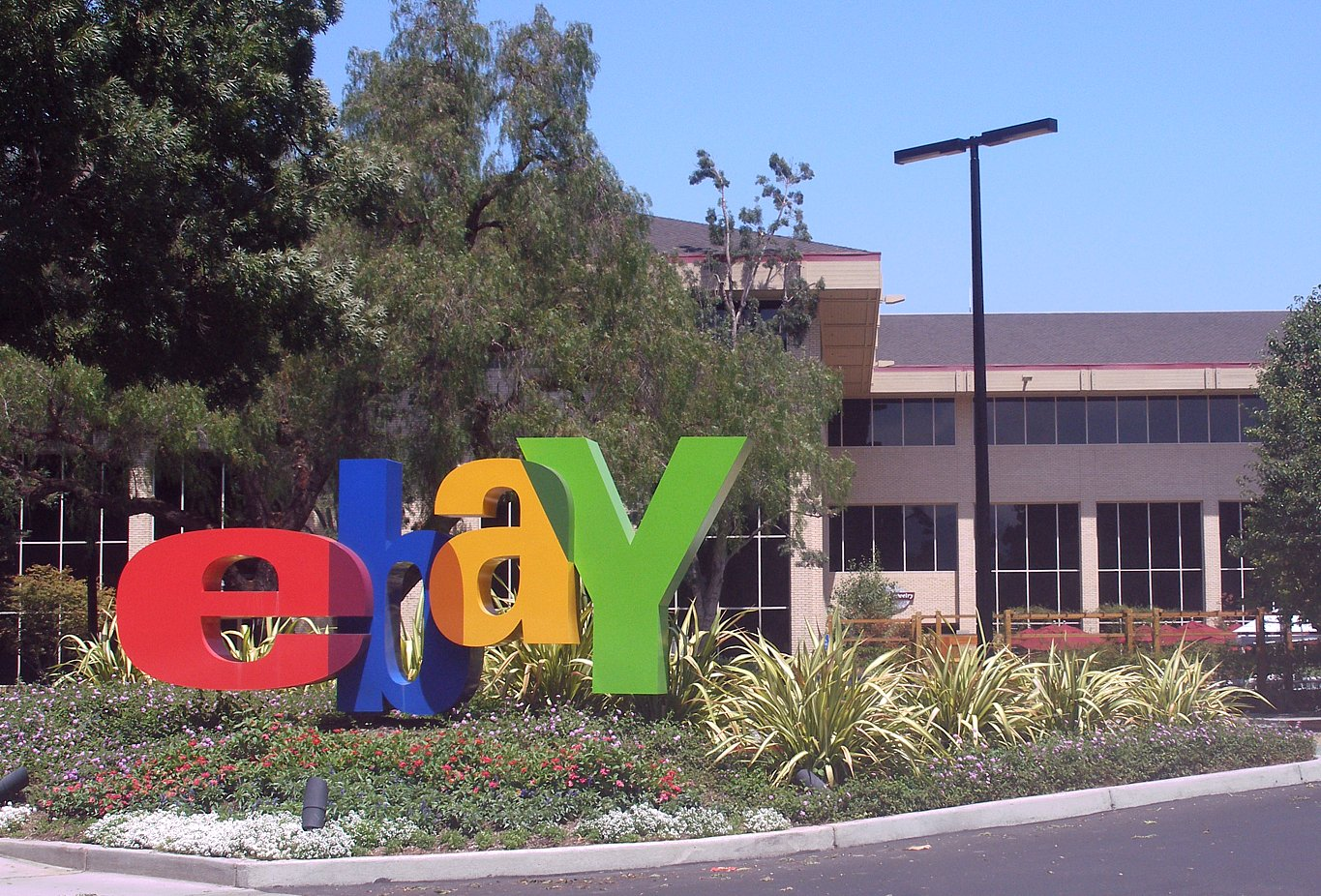
eBay

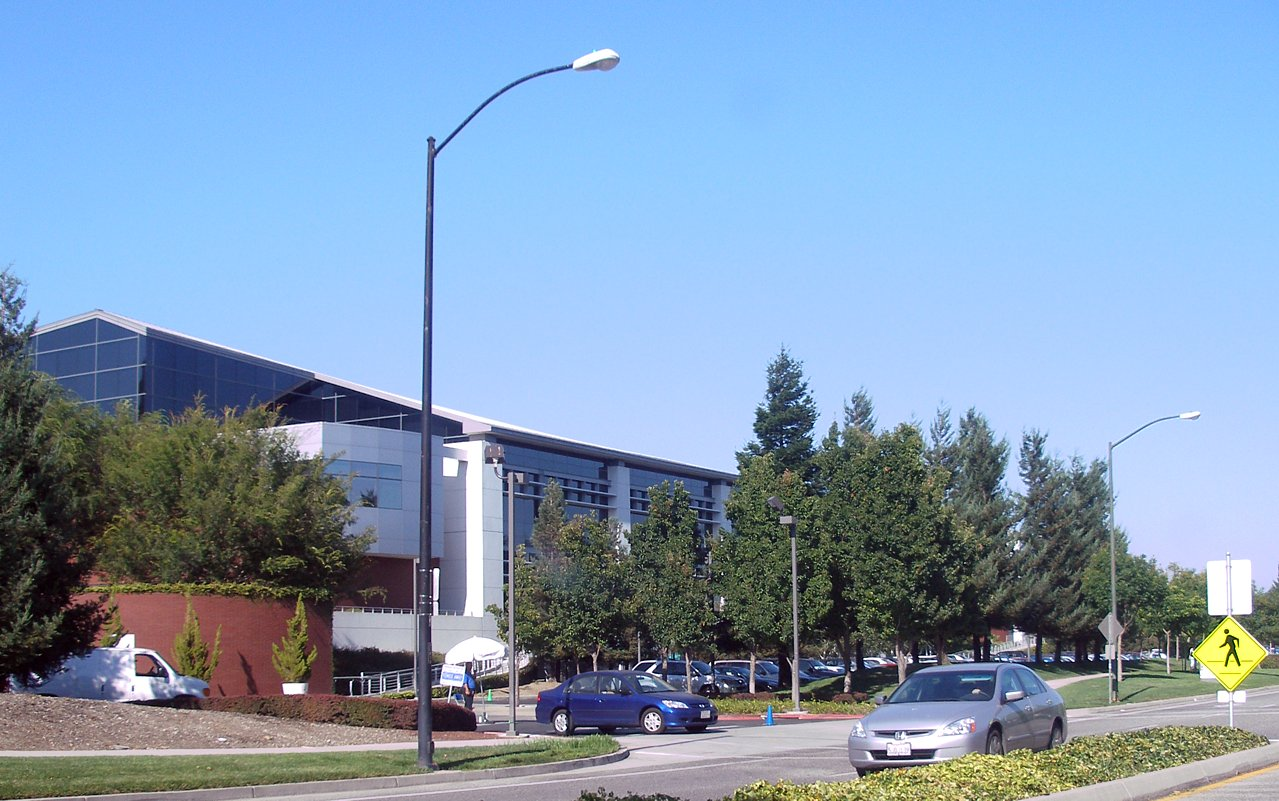
Google

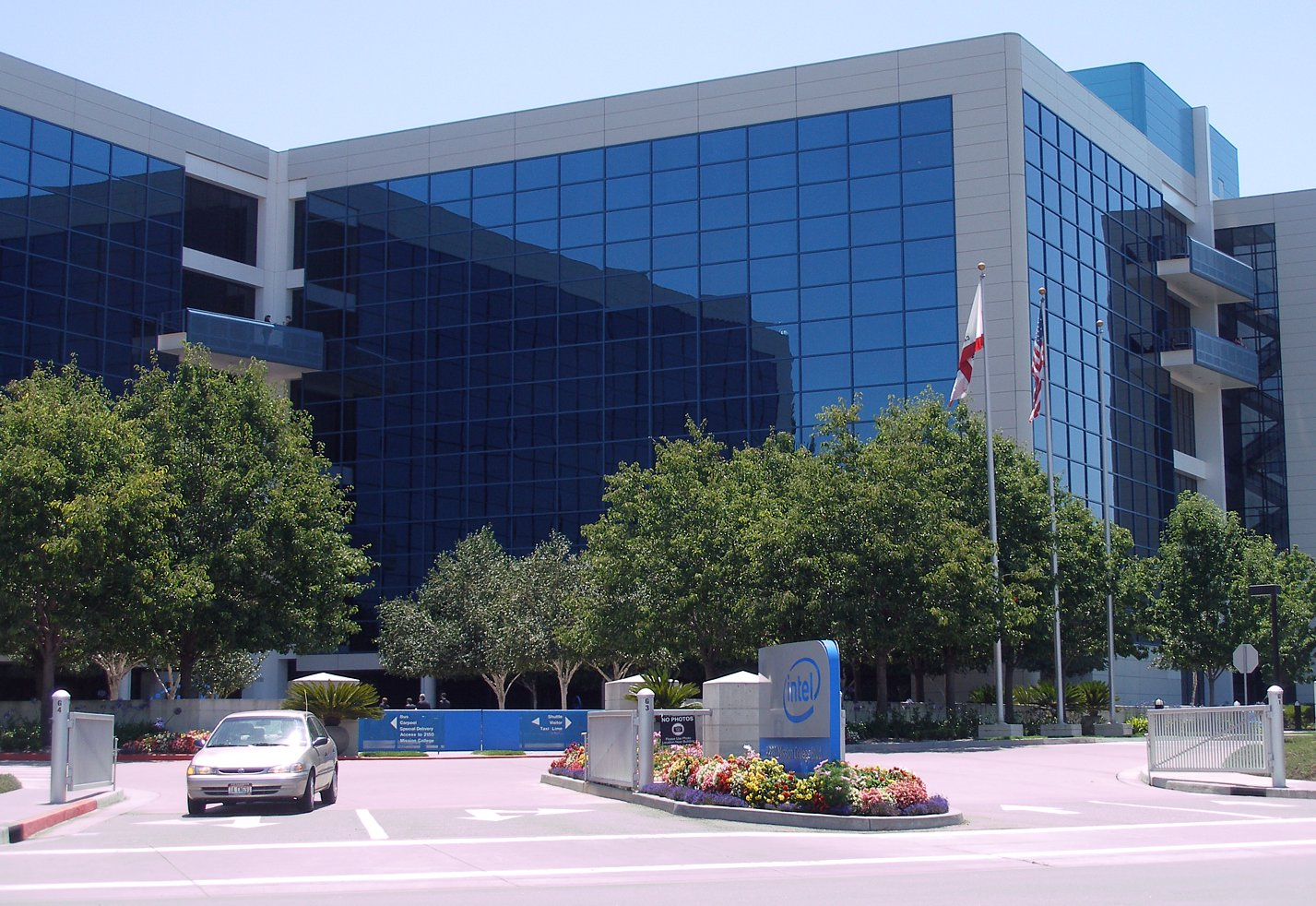
Intel

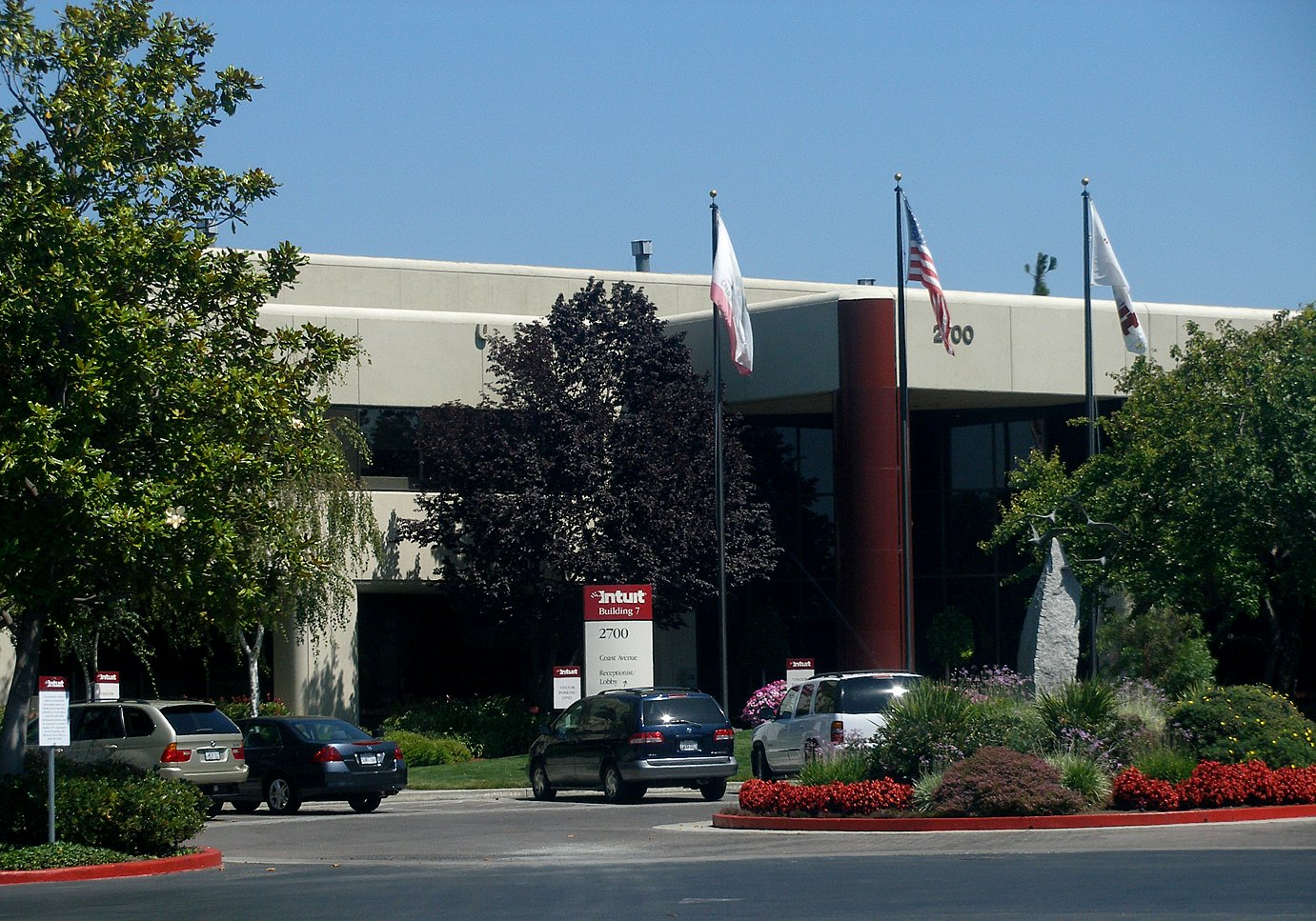
Intuit

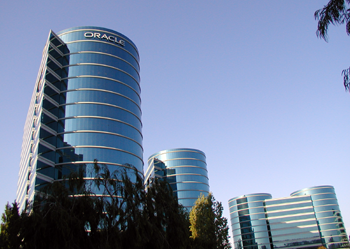
Oracle

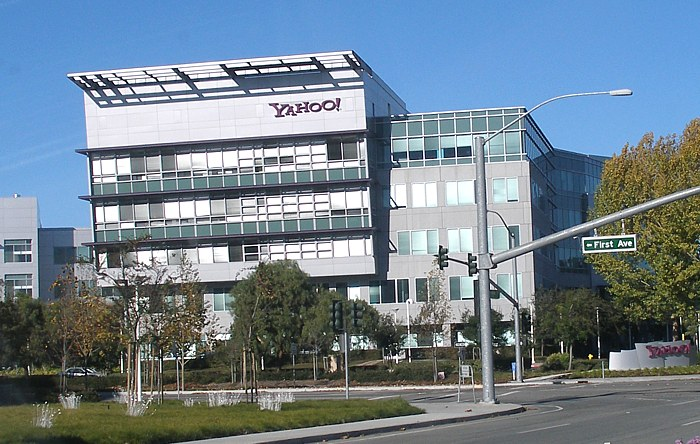
Yahoo!